# عطاء الخراساني
عطاء بن أبي مسلم الخراساني (60 هـ/671م - 135 هـ/752م)، تابعي، وفقيه، ومُفسر، ومجاهد، وأحد رواة الحديث النبوي. وُلِد في بلخ سنة 60 هـ، وكان من الموالي، حيث كان مولى للمهلب بن أبي صفرة، ثم صار من موالي هذيل  أصبح قاضيًا وفقيهًا لخراسان، طلب العلم فسافر إلى بلاد الشام، وسكن دمشق والقدس، واشتُهِر بالعبادة والفتوى والخروج في المعارك.
ذهب إلى المدينة المنورة وطلب التفسير على يد زيد بن أسلم، له اهتمام بتفسير القرآن وعلومه، وله العديد من المرويات التي دُوّنت في كتب التفسير وعلوم القرآن، وصُنّفت مؤلفات تجمع أقواله في هذا المجال، حيث نُسب إليه مصنّفات مثل: «التفسير» و«الناسخ والمنسوخ في كتاب الله» و«تنزيل القرآن»، كان يُكثر الرواية في التفسير عن عبد الله بن عباس إرسالًا، روى الحديث وروى عنه عدد كبير من تابعي التابعين، وحديثه في صحيح مسلم والسنن الأربعة.

## سيرته
هو عطاء بن أبي مسلم الخراساني، وكنيته أبو أيوب، ويُقال: أبو عثمان، ويُقال: أبو محمد، ويُقال: أبو صالح، البلخي، واسم أبيه أبو مسلم: عبد الله، وقيل ميسرة، مولى المهلب بن أبي صفرة الأزدي ثم أصبح مولى لرجل من هذيل، وُلد في بلخ سنة 60 هـ، نشأ في أول حياته بخراسان، وطلب العلم بها واشتُهر أمره، وتولى قضاء خراسان.
سافر إلى الشام، ومر على العراق، سكن دمشق والقدس، وذلك في خلافة عبد الملك بن مروان، وكان ثقة معروفًا بالفتوى والجهاد ومن العُبّاد، وكان يأكل من صلة الإخوان، وجوائز السلطان، قال ابن حبان: «أصله من بلخ، وعداده في البصريين، وإنما قيل له: الخراساني، لأنه دخل إلى خراسان، وأقام، ثم رجع إلى العراق، وكان من خيار عباد الله. غير أنه كان رديء الحفظ، كثير الوهم. فلما كثر ذلك في روايته، بطل الاحتجاح به.»، قال ابنه عثمان بن عطاء: «كان يجلس أبي مع المساكين، فيُعلمهم ويُحدثهم».

### رحلاته لطلب العلم
انتقل من خراسان لطلب العلم، فيقول: «لما هممت بالنقلة عن خراسان، شاورت من بها من أهل العلم أين يرون أن أنزل بعيالي، وكلهم كانوا يقولون لي: عليك بالشام.»، فخرج قاصدًا الشام، فمر بالعراق والبصرة، وسمع من أهلها، ثم رحل إلى دمشق، واستقر بالقدس، والتقى بمكحول الهذلي، ثم ارتحل مرة إلى المدينة المنورة في خلافة الوليد بن عبد الملك، وطلب التفسير على يد زيد بن أسلم، قال: «قدمت المدينة وقد فاتني عامة صحابة رسول الله ﷺ»، وذهب إلى الحج، وصلى خلف عمر بن عبد العزيز وروى عنه تكبيره يوم النحر، ورحل إلى أريحا التي توفى بها.

### وفاته ووصيته
مرض عطاء، ودخل عليه محمد بن واسع، وكان قد مرض عدة مرضات قبل موته، توفي بأريحا ودُفن بـبيت المقدس، سنة 135 هـ، وقيل 133 هـ، والأول أشهر، وأوصى قبل موته بوصية طويلة ذكرها أبو نعيم الأصبهاني في حلية الأولياء وطبقات الأصفياء، أوّلها: «إني لا أوصيكم بدنياكم أنتم بها مستوصون، وأنتم عليها حراص، وإنما أوصيكم بآخرتكم تعلمن أنه لن يعتق عبد وإن كان في الشرف والمال، وإن قال أنا فلان ابن فلان، حتى يُعتقه الله تعالى من النار، فمن أعتقه الله من النار عتق، ومن لم يعتقه الله من النار كان في أشد هلكة هلكها أحد قط، فجدوا في دار المعتمل لدار الثواب، وجدوا في دار الفناء لدار البقاء.».

## فقهه
| أَوثقُ أعمالي في نفسي نشْرُ العِلْم. |
| —عطاء الخراساني                |

ذكر عبد الرحمن بن زيد بن أسلم وعبد الرحمن بن أبي ليلى(1) أنه كان فقيه خراسان، فقال: «لما مات العبادلة: عبد الله بن عباس وعبد الله بن الزبير وعبد الله بن عمر وعبد الله بن عمرو بن العاص: صار الفقه في جميع البلدان إلى الموالي: فقيه مكة عطاء، وفقيه اليمن طاوس، وفقيه اليمامة يحيى بن أبي كثير، وفقيه البصرة الحسن، وفقيه الكوفة إبراهيم النخعي، وفقيه الشام مكحول، وفقيه خراسان عطاء الخراساني، إلا المدينة فإن الله تعالى خصها بقرشي فقيه غير مدافع: سعيد بن المسيب.». وذكره أبو إسحاق الشيرازي في طبقات الفقهاء في خراسان الكبرى.
وذكر فقهه عدد من العلماء، قال أبو نعيم الأصبهاني: «كان فقيهًا كاملًا، وواعظًا عاملًا، تزود للارتحال، تيقنًا للانتقال.»، وقال يعقوب بن شيبة: «عطاء الخراساني مشهور، له فضل وعلم، معروف بالفتوى والجهاد». وقال ابن عبد البر: «أحد العلماء الفضلاء، وله أخبار طيبة عجيبة في فضائله.». وقال ابن الجوزي: «كان من أهل العلم والصلاح.».

## اهتمامه بالتفسير وعلوم القرآن
روي عن عطاء الكثير من الآثار في تفسير القرآن وعلومه، حيث اهتم بأسباب النزول في تفسير الآيات، وألف في الناسخ والمنسوخ وتنزيل القرآن، وترتيب السور وبيان المكي والمدني، كما اعتنى باستخراج الأحكام الفقهية من الآيات، وبيان غريب القرآن، وكان عالمًا بالقراءات العشر. واعتمد في تفسيره للقرآن على تفسير القرآن بالقرآن والتفسير بالأحاديث النبوية، والاستشهاد بأقوال الصحابة خاصةً أقوال عبد الله بن عباس، والاعتماد على لغة العرب، وأحيانًا الاجتهاد والاستشهاد بالاسرائيليات في تفسير الآيات، كما يستخدم التفسير بالمثال أو القصة، ويهتم بتفسير الأمثال في القرآن. وقد أخرج أصحاب التفاسير المُسندة كعبد الله بن وهب وعبد الرزاق الصنعاني وابن المنذر النيسابوري ومحمد بن جرير الطبري وابن أبي حاتم وغيرهم الكثير من مرويات عطاء الخراساني وأقوالهِ من طرق متعددة، وما يُروى عن عطاء الخراساني في التفسير على أربعة أصناف:
- الصنف الأول: ما يرسله عن الصحابة كابن عباس وغيره.
- الصنف الثاني: ما يرويه عمّن سمع منهم من التابعين كسعيد بن المسيب، وأبي سلمة بن عبد الرحمن بن عوف، وعكرمة مولى ابن عباس، وعاصم بن ضمرة.
- الصنف الثالث: ما يرسله من الإسرائيليات.
- الصنف الرابع: أقواله في التفسير.[19]

روى الماوردي في النكت والعيون، وابن الضُّرَيسِ في فضائل القرآن، عن عطاء الخراساني أثرًا طويلًا يبين فيهِ ترتيب السور من حيث نزولها، وبيّن السور المكية والسور المدنية، بالرغم من أن هذا الأثر يختلف عن الروايات الأشهر في ترتيب السور، حيث ذكر أن أول السور نزولًا هي سورة الفاتحة، والأشهر أنها سورة العلق، وغير ذلك من الاختلافات. وقد ذكر ابن عاشور أنه قد يكون هذا الترتيب حسب أول سورة نزلت كاملة أي غير منجمة.

## روايته للحديث النبوي
- أرسل عن: أنس بن مالك، وأبي الدرداء، وعبد الله بن عباس، والمغيرة بن شعبة، وعبد الله بن بريدة، ومعاذ بن جبل، وأبي هريرة.[2][5]
- روى عن: الحسن البصري، وحمران مولى العبلات، وسعيد بن جبير، وسعيد المقبري، وسعيد بن المسيب، وأبي سفيان طلحة بن نافع، وعبد الله بْن السعدي، وعبد الله بن محيريز، وعبد الرحمن بن أبي ليلى، وعدي بن عدي الكندي، وعروة بن الزبير، وعطاء بن أبي رباح، وعكرمة مولى ابن عباس، وعلي بْن أَبي طلحة، وعَمْرو بن شعيب، وكعب بن عجرة، وابن شهاب الزهري، ومطرف بن مطاع، ونافع مولى ابن عمر، ونعيم بن سلامة الفلسطيني، ونعيم بن أَبي هند، ويحيى بن عَمْرو بن عقبة، ويحيى بن أَبي المطاع ابن أخت بلال، ويحيى بن يعمر البَصْرِيّ، وأبي إدريس الخولاني، وأبي الغوث الفرعي، وأبي مسلم الخولاني، وأبي نضرة العبدي.[2]
- روى عنه: إبراهيم بن طهمان، وأسامة بْن زَيْد بْن أسلم، وأبو عبد الرحمن إسحاق بن أسيد الخراساني، وإسماعيل بن عياش، وحبيب بن أَبي مرزوق الرَّقِّيّ، وحماد بن سلمة، وأبو سلام خالد بن سلام الخثعمي، وداود بن أبي هند، ورجاء بن أَبي سلمة، وزيد بن واقد، وسعيد بن عبد العزيز التنوخي، وسفيان الثوري، وشعبة بن الحجاج، وشعيب بن رزيق المقدسي، والضحاك بْن عبد الرحمن بْن أَبي حوشب، والضحاك بن مزاحم، وهو أكبر منه، وضرار بن عَمْرو الملطي، وعبد الله بن عَبْد الرحمن بن يزيد بن جابر، وعبد الرحمن بن حسان، وعبد الرحمن الأوزاعي، وعبد الرحمن بن يزيد بن جابر، وعبد العزيز بن عبد الملك القرشي، وعبد الملك بن جريج، وعتبة بن أَبي حكيم الطبراني، وابنه عثمان بن عطاء الخراساني، وعروة بن رويم اللخمي، وعطاء بن أبي رباح وهو من شيوخه، وعُمَر بْن أَبي خليفة العبدي، وعُمَر بن المثنى الأشجعي، وعَمْرو بن الحارث المِصْرِي، والقاسم بن أَبي بزة المكي، والقاسم بن عاصم الكليبي، وكلثوم بْن مُحَمَّد بْن أَبي سدرة الحلبي، ومالك بن أنس، والمثنى بن الصباح، وأبو رجاء محمد بن يوسف الأزدي، ومطر الوراق، ومعمر بن راشد، وموسى بن عيسى القرشي، ونجم بن فرقد العطار، وهشام بن سعد المدني، وهشام بن يحيى بن يحيى الغساني، ويحيى بن حمزة الحضرمي، ويزيد بن عبد الله بن الهاد، ويزيد بن أَبي مريم الشامي، ويونس بن راشد قاضي حران، ويونس بن يزيد الأيلي.[2]
- الجرح والتعديل: قال ابن أبي حاتم عن أبيه: «ثقة صدوق. قلت: يحتج به؟ قال: نعم.»،[2] قال محمد بن إسماعيل البخاري: «ما أعرف لمالك رجلًا يروي عنه يستحق أن يترك حديثه غير عطاء الخراساني، قلت: ما شأنه؟ قال: عامة أحاديثه مقلوبة»، وعلق على ذلك الترمذي قائلًا: «هو ثقة، روى عنه مثل مالك، ومعمر، ولم أسمع أحدا من المتقدمين تكلم فيه»،[5] وَقَال أبو داود: «لم يدرك ابن عباس ولم يره». وَقَال النسائي: «ليس به بأس». وَقَال الدارقطني: «ثقة في نفسه إلا أنه لم يلق ابن عباس». وقال شعبة بن الحجاج: «كان نسيًّا».[2] وقال ابن حبان: «كان رديء الحفظ، كثير الوهم. فلما كثر ذلك في روايته، بطل الاحتجاح به».[5] وقال أحمد ابن حنبل: «عطاء الخراساني ثقة»، وقال يعقوب بن شيبة: «روى عنه مالك بن أنس، وكان مالك ممن ينتقي الرجال، وابن جريج وحماد بن سلمة والمشيخة، وهو ثقة ثبت»،[12] وقال محمد بن سعد البغدادي: «كان ثقة وأتَى الشأم فروى عنه الشاميّون، وروى عنه مالك بن أنس وغيره»،[22] وقال ابن تيمية: «عطاء الخراساني ثقة مشهور»،[23] وقال ابن حجر العسقلاني: «صدوق يهم كثيرًا ويرسل ويدلس من الخامسة».[24]
- روايته في كتب الحديث: روى له مسلم بن الحجاج وأصحاب السنن الأربعة،[2] وأنكر الذهبي أن يكون البخاري قد روى له، بل قال إن عطاء الذي في صحيح البخاري هو عطاء بن أبي رباح وليس عطاء الخراساني فقال: «قيل: إن الذي في تفسير سورة نوح من صحيح البخاري، هو عطاء الخراساني، وليس بجيد. بل هو عطاء بن أبي رباح. فعلى هذا لا شيء للخراساني في صحيح البخاري».[5]

## عقيدته
كان يجادل القدرية والحرورية، فتنازع مع أحد المُحدثين وهو ثور بن يزيد لكلامه في القدر ونهى عن مجالسته، وقال: «لا تجالسوا ثور بن يزيد، إنه كان قدريًا»، وقال: «ثلاثة لم تكن منهم واحدة في أصحاب رسول الله ﷺ: لم يحلف أحد منهم على قسامة، ولم يكن فيهم حروري، ولم يكن فيهم مكذب بالقدر.»، وكان يحذر الناس من البدع، وكان يحث على الجماعة، فيقول: «ثلاث لا تنفع اثنتان دون الثالثة: الإيمان والصلاة والجماعة.». وذكر ابن تيمية أنه كان ممن يعتقد أن الإيمان قول وعمل يزيد وينقص.

## عبادته
اُشْتَهر بالعبادة، ويُعرف عنه الإكثار من قيام الليل، قال عبد الرحمن بن يزيد بن جابر: «كنا نغازي عطاء الخراساني، وننزل مُتقاربين فكان يحيي الليل، ثم يخرج رأسه من خيمته فيقول : يا عبد الرحمن، يا هشام بن الغاز، يا فلان، قيام الليل، وصيام النهار أيسر من شرب الصديد، ولبس الحديد، وأكل الزقوم، والنجاة النجاة!» وكان يقول: «قيام الليل محياة للبدن، ونور في القلب، وضياء في البصر، وقوّة في الجوارح، وإن الرجل إذا قام من الليل متهجّدًا أصبح فرحًا يجد لذلك فرحًا في قلبه، وإذا غلبته عيناه، فنام عن جزئه أصبح لذلك حزينًا منكسر القلب، كأنه قد فقد شيئًا، وقد فقد أعظم الأمور له نفعًا.». وكان يحث على الذكر، فيقول: «ترى هذه الساعة ما بين المغرب والعشاء، فإنها ساعة الغفلة، وهي صلاة الأوابين، ومن جمع القرآن فقرأه من أوله إلى آخره في الصلاة كان في رياض الجنة.»، وكان يعتبر مجالس العلم من الذكر، فيقول: «مجالس الذكر هي مجالس الحلال والحرام»،

## مؤلفاته
لم يؤلّف عطاء الكتب بنفسه، ولم يكن التأليف منتشرًا في ذلك العصر، أمّا الكتب التي تُنسب إليه قام بجمعها أحد العلماء بالإسناد عنه، ومن هذه المؤلفات:
- التفسير، ذكره شمس الدين الداودي في طبقات المفسرين،[34] وهو مفقود، توجد منه أوراق مخطوطة في دار الكتب الظاهرية بدمشق، رواها عنه محمد بن نصر الرملي، وجمعها في أوراق متفرقة ثم نُسبت له. وقد ذكر أبو إسحاق الثعلبي في مصادر تفسيره تفسير عطاء الخراساني، وذكر أنه أخذ إجازة برواية تفسيره.[35]
- الناسخ والمنسوخ في كتاب الله، ذكره شمس الدين الداودي في طبقات المفسرين، وحصل الخطيب البغدادي على إجازة بروايته، وتوجد منه نسخة مخطوطة في مكتبة الأسد بدمشق، ذكر المستشرق الألماني كارل بروكلمان أن نقولًا من هذا الكتاب بقيت في التفاسير المتأخرة.[36] رواه عنه يونس بن راشد الحراني.[34]
- تنزيل القرآن، ذكره شمس الدين الداودي في طبقات المفسرين،[34] وهو مفقود.

## هوامش
- 1 في حوار عيسى بن موسى مع عبد الرحمن بن أبي ليلى قال: ««فمن كان فقيه خراسان؟» قلت: «عطاء بن عبد الله الخراساني». قال: «فما كان عطاء هذا؟» قلت: «مولى»».[37]

## وصلات خارجية
- رسالة من الشيخ المعلمي إلى ابن باز حول رواية ابن جريج عن عطاء.
- أقوال الإمام عطاء الخراساني في تفسير القرآن الكريم، أطروحة للسيد محمود أحمد غلوش، كلية أصول الدين، المنصورة.